# 朱新力
朱新力（1964年12月—），男，汉族，浙江桐庐人，中华人民共和国政治人物。现任浙江省高级人民法院副院长、审判委员会委员。第十三、十四届全国政协委员。